# Igreja de São Leonardo (Stagsden)

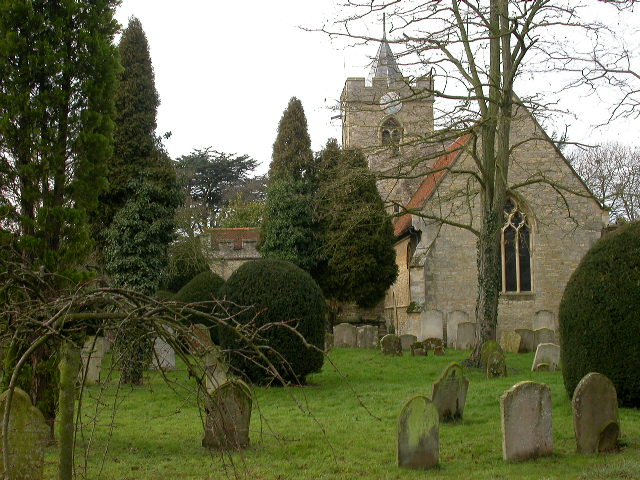
Igreja de São Leonardo, Stagsden

A Igreja de São Leonardo é uma igreja listada como Grau I em Stagsden, Bedfordshire, Inglaterra. Tornou-se um edifício listado no dia 13 de julho de 1964.